# فیلیپ کریستیسون
فیلیپ کریستیسون (انگلیسی: Philip Christison; ۱۷ نوامبر ۱۸۹۳ – ۲۱ دسامبر ۱۹۹۳) فرد نظامی اهل بریتانیا بود. وی همچنین برندهٔ جوایزی همچون صلیب نظامی شده‌است.